# Cristian Borruto
Cristian Alejandro Borruto (Avellaneda, 7 maggio 1987) è un giocatore di calcio a 5 argentino del Napoli Futsal.
Con la nazionale argentina è stato campione del mondo nel 2016 e campione sudamericano nel 2022.

## Carriera

### Club
Soprannominato il Cobra per via della rapidità e agilità sotto porta, Borruto inizia a praticare il calcio a 5 nell'Independiente, su suggerimento dell'amico Hernán Caruso che ne segnalò il potenziale alla società.
Nella stagione 2008-2009 viene tesserato dagli italiani del Napoli con cui centra l'8º posto in classifica che vale la qualificazione ai play-off. L'estate seguente passa al Montesilvano, con cui si afferma definitivamente, vincendo uno scudetto e una Coppa UEFA. Inoltre, giunge terzo alla Coppa Intercontinentale del 2011.
Il 17 dicembre 2012, dopo insistenti voci di corridoio circolati da alcuni quotidiani e riportati da siti internet specializzati, un lungo interessamento ed un'intensa trattativa, Borruto viene ceduto a titolo definitivo al pluridecorato club spagnolo dell'Inter Fútbol Sala che raggiunge definitivamente l'accordo. Il cobra abbandona dopo tre anni il campionato italiano, che perde uno dei suoi protagonisti.
Dopo solo, però, sei mesi Borruto ritorna a giocare nel campionato tricolore, questa volta con l'Acqua e Sapone, con cui vince una Coppa Italia e una Supercoppa. Il 30 giugno 2015 il Pescara annuncia l'acquisto del giocatore.

### Nazionale
È nel giro della nazionale argentina con la quale ha preso parte ai campionati mondiali Brasile 2008, Thailandia 2012 e alla Copa América 2011 nella quale l'Albiceleste ha chiuso al secondo posto alle spalle del Brasile. Convocato anche al campionato del mondo 2016 contribuisce alla vittoria della competizione che rappresenta il primo titolo mondiale per l'Argentina. Nella Coppa del Mondo seguente Borruto ottiene due primati, uno positivo e uno negativo. La rete segnata agli Stati Uniti durante la fase a gironi gli permette infatti di superare Carlos Sánchez, capocannoniere di tutti i tempi della selezione argentina ai mondiali, fermo a 9 reti. Al termine del torneo, Borruto fissa il nuovo record a 13 reti. Il calcettista è tuttavia protagonista in negativo nella finale persa contro il Portogallo: a metà del primo tempo Borruto rifila un colpo allo stomaco dell'avversario Ricardinho, venendo espulso per condotta violenta. La sua è la prima espulsione comminata in una finale della Coppa del Mondo. Nei minuti successivi, il Portogallo sfrutterà la superiorità numerica per segnare la rete del vantaggio.

## Palmarès

### Club

#### Competizioni nazionali
- Campionato italiano: 4

Montesilvano: 2009-10
Italservice: 2018-19, 2020-21, 2021-22
- Coppa Italia: 5

Acqua e Sapone: 2013-14
Pescara: 2015-16
Italservice: 2020-21, 2021-22
Napoli: 2023-24
- Supercoppa italiana: 4

Acqua e Sapone: 2014
Pescara: 2016
Italservice: 2019, 2021

#### Competizioni internazionali
- Coppa UEFA: 1

Montesilvano: 2010-11

### Nazionale
- Campionato mondiale: 1
2016
- Coppa America: 1
Paraguay 2022

### Individuale
- Capocannoniere della Serie A: 1

2018-19 (28 gol)
- Capocannoniere dei play-off di Serie A: 4

2009-10 (7 gol)
2018-19 (10 gol)
2020-21 (10 gol)
2021-22 (8 gol, ex aequo con Rodrigo Trentin)
- Capocannoniere della Coppa Italia: 2

2009-2010 (4 gol)
2020-2021 (7 gol)
- MVP della Coppa Italia: 1

2020-2021